# Иваде
Иваде (яп. 岩出市 Ивадэ-си) — город в Японии, находящийся в префектуре Вакаяма. Площадь города составляет 38,50 км², население — 53 588 человек (1 августа 2014), плотность населения — 1391,90 чел./км².

## Географическое положение
Город расположен на острове Хонсю в префектуре Вакаяма региона Кинки. С ним граничат города Вакаяма, Кинокава, Сеннан, Ханнан.

## Население
Население города составляет 53 588 человек (1 августа 2014), а плотность — 1391,90 чел./км². Изменение численности населения с 1980 по 2005 годы:
| 1980 | 24 125 чел. |  |
| 1985 | 28 066 чел. |  |
| 1990 | 32 846 чел. |  |
| 1995 | 41 550 чел. |  |
| 2000 | 48 156 чел. |  |
| 2005 | 50 834 чел. |  |

## Символика
Деревом города считается Quercus phillyraeoides, цветком — цветок сакуры, птицей — Cettia diphone.